# エマ (約束のネバーランド)
エマ（Emma）は、集英社が出版している漫画作品『約束のネバーランド』（原作：白井カイウ、作画：出水ぽすか）に登場する架空の人物で、同作の主人公である。

## 概要
11歳の少女であり、孤児院「グレイス＝フィールドハウス」で暮らしている。その孤児院が実は鬼の食用の人間を育てる場所であることを知り、逃亡を決意する。口癖は「やってみなきゃわからない！」。
オレンジ色の髪とくせ毛が特徴的である。
『約束のネバーランド』は『週刊少年ジャンプ』に連載されている漫画であり、エマも『ONE PIECE』のルフィなどと同様に、「友情」「努力」「勝利」に基づくジャンプ漫画のヒーロー的キャラクターとなっている。しかし、他のジャンプ漫画の主人公と異なり、エマは女性であることに加え、「おバカキャラ」ではなく、頭脳派のキャラとなっている点に特徴がある。
アニメでは諸星すみれが声を当てており、実写映画では浜辺美波が演じている。また、2019年7月にはセガプライズの景品としてフィギュア化された。また、ねんどろいどでも販売されている。